# Bois-Himont
Bois-Himont is een gemeente in het Franse departement Seine-Maritime (regio Normandië) en telt 392 inwoners (1999). De plaats maakt deel uit van het arrondissement Rouen.

## Geografie
De oppervlakte van Bois-Himont bedraagt 5,9 km², de bevolkingsdichtheid is 66,4 inwoners per km².
De onderstaande kaart toont de ligging van Bois-Himont met de belangrijkste infrastructuur en aangrenzende gemeenten.

## Demografie
Onderstaande figuur toont het verloop van het inwonertal (bron: INSEE-tellingen).